# Lumptibiella chacoensis
Espèce
Lumptibiella chacoensis est une espèce d'araignées aranéomorphes de la famille des Salticidae.

## Distribution
Cette espèce est endémique d'Argentine. Elle se rencontre dans les provinces de Santiago del Estero et de Salta.

## Description
La carapace du mâle holotype mesure 1,72 mm et l'abdomen 1,78 mm et la carapace de la femelle paratype 1,76 mm et l'abdomen 1,76 mm.

## Systématique et taxinomie
Cette espèce a été décrite par Rubio, Baigorria et Stolar en 2022.

## Étymologie
Son nom d'espèce, composé de chaco et du suffixe latin -ensis, « qui vit dans, qui habite », lui a été donné en référence au lieu de sa découverte, le Chaco sec.

## Publication originale
- Rubio, Baigorria & Stolar, 2022 : « Two new genera and four new species of jumping spiders (Araneae: Salticidae: Dendryphantini). » Species, vol. 23, no 71, p. 193-206.